# Шаззо, Сафет Шугайбовна
Сафет Шугайбовна Шаззо (в девичестве Хурай) (09.04.1937, Пчегатлукай — 16.07.2003, Пчегатлукай)  передовик советского сельского хозяйства, звеньевая комсомольско-молодёжного звена колхоза «Путь Ильича» Теучежского района Адыгейской автономной области	(ныне — Республики Адыгея). Герой Социалистического Труда (07.03.1960).

## Биография
Родилась в 1938 году в ауле Пчегатлукай Теучежского района Адыгейской АО Краснодарского края (ныне — Республика Адыгея). Отец — Шугаиб Маович, не один десяток лет проработал колхозным кузнецом.
В 1958 году после окончания средней школы Сафет пошла работать в колхоз «Путь Ильича», где ей поручили руководство комсомольско-молодёжным звеном.
В звено вошли пятнадцать девушек. Они взялись вырастить кукурузу на зерно на площади 16 гектаров. В первом же году девушкам сопутствовал успех: с каждого гектара они собрали по 66,8 центнера кукурузы в зерне. Звеньевая была награждена Почётной грамотой Министерства сельского хозяйства РСФСР.
В 1959 году звено собрало с каждого из 32 гектаров по 85 центнеров зерна, а в последующем году — 100 центнеров. Труд коллектива звена был высоко оценен, а звеньевая удостоилась высшей награды Родины.
В ознаменование пятидесятилетия Международного женского дня, за выдающиеся достижения в труде и особо плодотворную деятельность Указом Президиума Верховного Совета СССР от 7 марта 1960 года Шаззо Сафет Шугаибовне присвоено звание  Героя Социалистического Труда с вручением ордена Ленина и золотой медали «Серп и Молот».
В Большом Кремлёвском дворце ей вручили орден Ленина и золотую медаль «Серп и Молот».
В 1960 году поступила в Адыгейский государственный педагогический институт и закончила агробиологический факультет этого института в 1965 году. Преподавала биологию и основы сельскохозяйственного производства, воспитывала у детей любовь к природе, к сельскохозяйственному труду.
За успехи в преподавательской работе она награждена медалью «За доблестный труд. В ознаменование 100-летия со дня рождения В. И. Ленина».
В 1968 году — делегат Всесоюзного съезда учителей, неоднократно избиралась членом Теучежского райкома и Адыгейского обкома ВЛКСМ, депутатом сельского и районного Советов народных депутатов, являлась  депутатом Краснодарского краевого Совета народных депутатов.
Скончалась 16 июля 2003 года в ауле Пчегатлукай Республики Адыгея.

## Награды
- Золотая медаль «Серп и Молот» (07.03.1960);
- Орден Ленина (07.03.1960);
- Медаль «В ознаменование 100-летия со дня рождения Владимира Ильича Ленина» (06.04.1970);

## Память

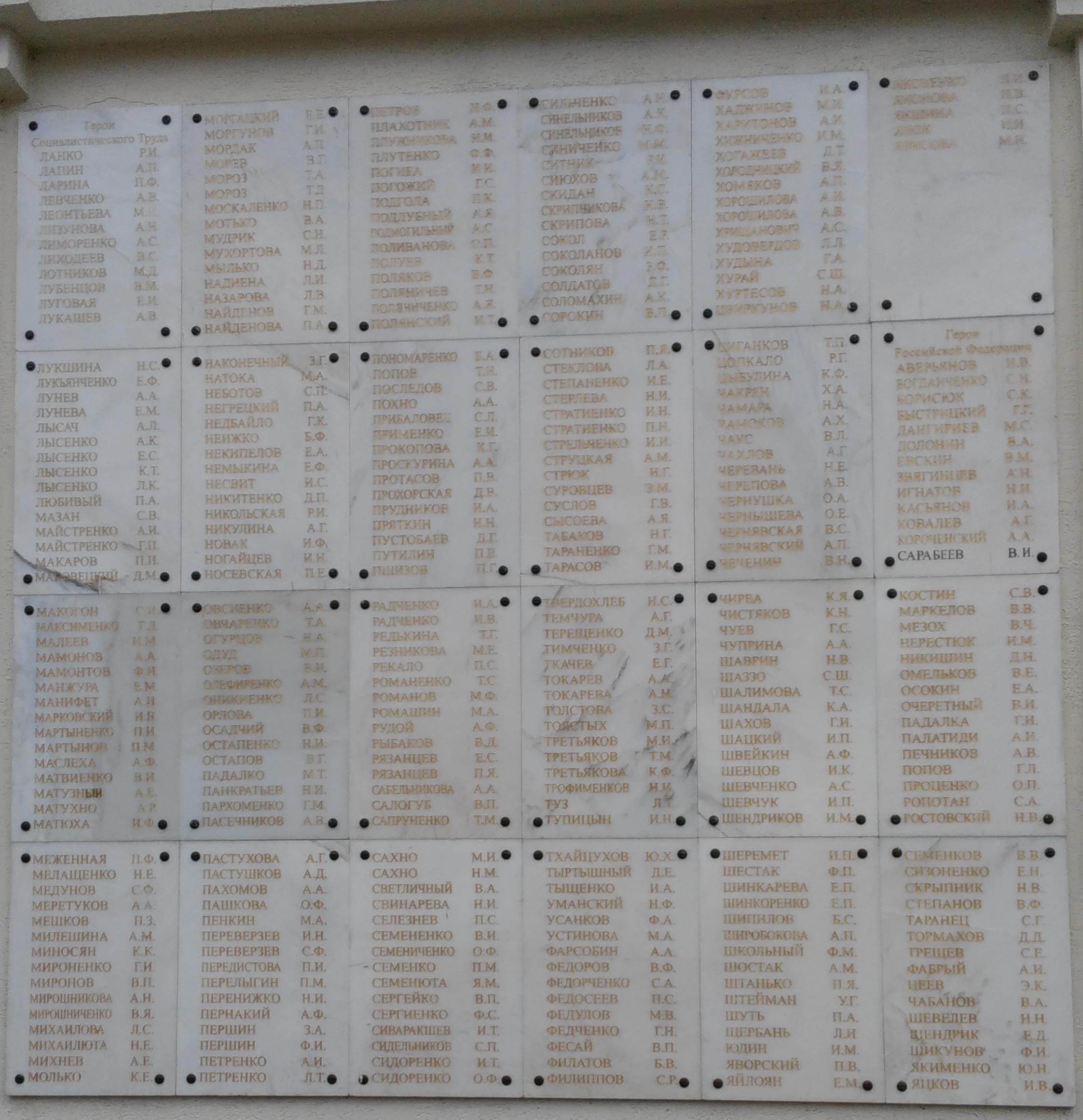
Мемориальная доска с именами Героев Социалистического Труда Кубани и Адыгеи. Краснодар 2017

- На могиле установлен надгробный памятник.
- Имя Героя золотыми буквами вписано на мемориальной доске в Краснодаре.